# Фрёлих, Сергей Бернгардович
Серге́й Бернга́рдович Фрёлих (нем. Sergei Fröhlich, 8 февраля 1904, Рига — 15 декабря 1982, Мюнхен) — деятель эмиграции первой волны, Русского освободительного движения, мемуарист.

## Биография
Отец Сергея Бернгардовича Фрёлиха был балтийским немцем из Пернова в Эстляндии. Его мать происходила из силезского рода фон Зиберт (де Зиберт), один из членов которого, Йоганн Эрнест, в чине действительного статского советника, получил русское потомственное дворянство. Фрёлих — придуманная фамилия. Дед Сергея Фрёлиха, будучи сам знатного рода балтийских баронов, решил жениться на эстонке, что было в те времена совершенно невозможно. Чтобы брак был записан в церковной книге он записался под вымышленной фамилией «Фрёлих».
С 1914 до 1920 года семья (с годичным перерывом в 1918 году в Липецке, Тамбовской губернии) жила в Москве. Там Фрёлих учился в гимназии, а с 1 марта 1919 до 30 ноября 1920 г. служил в Отделе Статистики Главного правления чайной и кофейной промышленности.
В декабре 1920 года семья эмигрировала в Ригу, где Фрёлих продолжил своё учился в русской Ломоносовской гимназии, которую окончил в 1923 году. Вначале он работал спортивным журналистом в русской газете в Риге. Он был членом скаутской организации и, будучи успешным легкоатлетом, состоял в рижских спортивных клубах — в частности он создал клуб «Унион». С 1923 года он учился в Котен-Ангальт во Фридриховском политехникуме, где в 1927 году получил диплом инженера после выдержанного главного экзамена по специальности подземного строительства. Он продолжил свои занятия еще на год в политехникуме в Берлине — Шарлотенбурге. В Берлине познакомился со своей будущей женой и женился на ней. Будучи членом спортивного клуба Шарлотенбург, Фрёлих участвовал в нескольких спортивных турнирах в разных странах. На протяжении всей своей жизни Фрёлих занимался политикой — был членом разных антисоветских организаций в Риге.
С 1 марта 1928 года по 26 августа 1929 года отбывал воинскую повинность в латышской армии и был демобилизован с чином унтер-офицера, продолжая служить, в ополчении до того дня, когда оно было распущено при приходе Красной армии в июне 1940 года. Под конец он занимал должность помощника ротного командира. Всё это время он работал в фирме отца «Константин Пекшенс», занимающейся проведением в дома центрального отопления в качестве инженера-строителя, а позже как уполномоченный, до того момента, когда в 1940 году предприятие его отца перешло в ведение советского военного управления. Впрочем, новые власти оставили бывшего владельца работать на предприятии в должности инженера. После установления в Латвии советской власти Фрёлих вступил движение сопротивления.
15 марта 1941 года семья Фрёлих, отбыла с последней группой переселенцев, немецких балтийцев, в Германию. Хотя семья не хотела уезжать, но настойчивые убеждения присланного на фабрику русского комиссара, утверждавшего что ничего хорошего ждать Фрёлихам от новой власти не приходится и что им уезжать нужно обязательно, а также начавшиеся репрессии склонили Фрёлих к необходимости отъезда. Уже летом, после начала Великой Отечественной войны и захвата Третьим рейхом Прибалтики, вновь вернулся в Ригу вместе с немецкими войсками для возобновления работы на своей бывшей фирме, но только в качестве инженера, так как реституции собственности нацистские власти не производили. Не были возвращены Фрёлихам ни их дом, ни дача. Сергей Фрёлих получал подряды на строительство в разных городах на оккупированной территории СССР, в частности в Смоленске. В это время он участвовал в работе Боевого союза русских националистов.
В конце 1942 года Сергей Фрёлих при посредничестве другого балтийского немца В. К. Штрик-Штрикфельдта, устроил так, чтобы его призвали в армию для того, чтобы он стал офицером связи при генерале А. А. Власове. В 1943 году Семья Фрёлих поселилась в пригороде Берлина Далеме, где проживал А. А. Власов и другие руководители РОД. Он оставался в должности офицера связи до тех пор, когда осенью 1944 года, власовское движение (РОД) было переподчинено СС. С ноября 1944 по февраль 1945 года он состоял при генерале В. Ф. Малышкине, начальнике Главного организационного управления КОНРа, поддерживая оттуда связь с Власовым, и выполнял от его имени секретные поручения. В середине апреля 1945 года Фрёлих перешёл в немецкие ВВС в чине капитана на службу в штаб генерал-лейтенанта Ашенбреннера, а потом получил назначение в штаб начальника штаба ВС КОНР, генерала Ф. И. Трухина, как офицер для особых поручений.
После капитуляции он вместе со штабом ВВС КОНР был сначала интернирован американскими войсками, а потом содержался как пленный в лагере Ландау-Изар, до своего бегства в октябре 1945 года — во время ежедневного визита в лагерь медсестры Красного креста охрана открывала ворота. Сергей просто вышел, его никто не остановил. Потом он скрывался, жил под фамилией Орлов, изменил свою внешность и перебрался на юг в Мюнхен, куда в конце апреля 1945 года были эвакуированы семьи штаба ВС КОНР. На свободе он усилено работал над тем, чтобы спасать советских граждан против насильственной выдачи в Советский Союз — в его Мюнхенском доме, с риском для жизни, изготовлялись фальшивые документы.
После войны Фрёлих возобновил свою деятельность как инженер-строитель. Его старая рижская фирма переехала в Мюнхен. Он приобрёл виллу в пригороде Мюнхена — Пассинге. Сергей Фрёлих, боровшийся с коммунизмом на протяжении всей его жизни, продолжил эту борьбу и после Второй мировой войны — он выпускал в Германии журнал «Русское Зарубежье», в том числе и для нелегального распространения на территории СССР. В это период жизни близко сошёлся с С. П. Мельгуновым.
Умер в Мюнхене 15 декабря 1982 года.

## Сочинения
Ещё в бытность офицером связи при А. А. Власове, последний говорил Фрёлиху: «Напиши обо всём что ты видел, скажи им всю правду! Напиши, что мы не были предателями!». Сергей Фрёлих исполнил желание Власова. Он оставил свои воспоминания, озаглавив их «Генерал Власов. Русские и немцы между Гитлером и Сталиным». Воспоминания были изданы после смерти Фрёлиха его дочерью Ириной. Она хотела бы, чтобы книга называлась «Скажи им всю правду», но не стала менять название, данное самим автором.
- Генерал Власов. Русские и немцы между Гитлером и Сталиным = General Wlassow. Russen und Deutsche zwischen Hitler und Stalin / предисловие А. Хилльгрубера. — 1-е. — Кёльн, 1990. — 403 с.